# 1729
1729 (MDCCXXIX) fue un año común comenzado en sábado según el calendario gregoriano.

## Acontecimientos
- 15 de abril: En el marco del Viernes Santo, se interpreta la Pasión según San Mateo de Johann Sebastian Bach en la ciudad de Leipzig, dirigiendo al coro y orquesta el mismo autor de la obra.
- 29 de abril: (España): Felipe V da carácter de institución oficial a los Mozos de Veciana, más conocidos en toda Cataluña como Mozos de Escuadra
- Mayo: Tahmasp Qolí, el futuro Nader Shah, vence en Herat a los pastunes abdalíes por cuenta del safaví Tahmasp II.
- 30 de julio: Fundación de la ciudad de Baltimore (Maryland).
- Septiembre: Tahmasp Qolí vence en la batalla de Damghán al hotakí Ashraf Jan.
- 27 de septiembre: Pedro de Viñaburu publica la Cartilla Pharmaceutica, chimico-galenica.
- Noviembre: Tahmasp Qolí vence de nuevo a Ashraf Jan en Murche Jort, cerca de Ispahán.

## Nacimientos
- 10 de enero: Lazzaro Spallanzani, sacerdote, científico y profesor italiano (f. 1799).
- 11 de enero: Louis Antonie de Bugambille explorador y navegante francés (f. 1811).
- 12 de enero: Edmund Burke, estadista, filósofo y político británico (f. 1797).
- 22 de enero: Gotthold Ephraim Lessing, poeta alemán (f. 1781).
- 4 de septiembre: Juliana María de Brunswick-Wolfenbüttel, reina consorte de Dinamarca (f. 1796).
- 22 de octubre: Johann Reinhold Forster, naturalista polaco de origen alemán (f. 1798).
- 31 de diciembre: Johann Gottlieb Georgi, químico, geógrafo y naturalista alemán (f. 1802).

## Fallecimientos
- 19 de enero: William Congreve, poeta y dramaturgo inglés (n. 1670).
- 24 de enero: Luis de Mirabal y Espínola, I marqués de Mirabal, político español (n.1657).
- 9 de octubre: sir Richard Blackmore, poeta, religioso y médico británico (n. 1654).
- 24 de diciembre: Marcantonio Franceschini, pintor italiano (n. 1648).